# Vanhoeffenura georgei
Vanhoeffenura georgei är en kräftdjursart som beskrevs av Malyutina 2003. Vanhoeffenura georgei ingår i släktet Vanhoeffenura och familjen Munnopsidae. Inga underarter finns listade i Catalogue of Life.